# کارلی رز ساننکلر
کارلی رُز سانِـنکـِلر (انگلیسی: Carly Rose Sonenclar؛ زادهٔ ۲۰ آوریل ۱۹۹۹) یک خواننده و هنرپیشه اهل ایالات متحده آمریکا است. وی از سال ۲۰۱۲ میلادی تاکنون مشغول فعالیت بوده‌است.
از فیلم‌ها یا برنامه‌های تلویزیونی که وی در آن‌ها نقش داشته است می‌توان به ایکس فاکتور و خواهری از سفر آرزوها ۲ اشاره نمود.